# 川俣龍司
川俣 龍司（かわまた りゅうじ）は、日本の官能小説家。株式会社フランス書院が2015年に主催した第16回フランス書院文庫官能大賞において新人賞を受賞しデビュー。

## 人物
官能小説家としてのデビューは、2016年8月の『禁鎖に繋がれたママと女教師とメイド』である。同作品は第16回フランス書院文庫官能大賞において新人賞に選定された『淫鎖 鎖に繋がれたママと巨乳教師』が改稿されたものである。

## 著書
- 禁鎖に繋がれたママと女教師とメイド（2016年8月、フランス書院）
- ヒトヅマカリ 人妻借り（2017年4月、フランス書院） - イナフミン原作の同人コミックのノベライズ版である。